# کوپا آمریکا ۲۰۲۱
کوپا آمریکا ۲۰۲۱ چهل و هفتمین دوره مسابقات جام ملت‌های آمریکای جنوبی بود که از ۱۳ ژوئن تا ۱۰ ژوئیه ۲۰۲۱ در برزیل برگزار شد. این بازیها که در ابتدا قرار بود در آرژانتین و کلمبیا برگزار شود دو هفته مانده به شروع رقابت ها به‌دلیل درگیری این کشورها با بیماری کرونا به برزیل منتقل گردید. این بازی‌ها با فرمت جدید برگزار شد و تیم‌ها در دو گروه ۵ تیمی در دو منطقهٔ جنوبی و شمالی به رقابت پرداختند. این مسابقات با قهرمانی آرژانتین و نایب قهرمانی برزیل خاتمه یافت. تیم‌های کلمبیا و پرو نیز در رده‌های سوم و چهارم قرار گرفتند.لیونل مسی جوایز بهترین گلزن و بهترین بازیکن این تورنمنت را دریافت کرد.

## زمینه
به دلیل کم کردن مشکلات باشگاههای دنیا در مارس ۲۰۱۷، کونمبول پیشنهاد کرد که کوپا آمریکا در سال ۲۰۲۰ به عنوان بخشی از تغییر تقویم انتخاب شود یعنی به دنبال کوپا امریکا ۲۰۱۹  که در برزیل بود، یکسال بعد این مسابقات در  سال ۲۰۲۰ هم برگزار گردد و  دوره بعدی هم در سال ۲۰۲۴ در اکوادور برگزار شود، تا مسابقات که در سالهای فرد برگزارمی شد  به سالهای زوج تغییر کند تا با   رقابت‌های جام ملت‌های اروپا که قرار بود در  سال ۲۰۲۰  باشد هم زمان شود. با این تغییر  باشگاهها  فقط در یک دوره بازیکنان خود را در اختیار نداشتند. رئیس کونمبول پس از ارسال درخواست رسمی فیفا در ۱۸ سپتامبر ۲۰۱۸ طرح تغییر تقویم را تأیید کرد.
در ۲۶ اکتبر ۲۰۱۸ در جلسه شورای فیفا در کیگالی رواندا، این درخواست برای کوپا آمریکا به تصویب رسید و پیشنهاد شد  کوپا آمریکا  با میزبانی ایالات متحده آمریکا بین ۱۲ ژوئن تا ۱۲ ژوئیه ۲۰۲۰ دقیقا همزمان با جام ملت‌های اروپا ۲۰۲۰ برگزار شود. در ۱۳ مارس ۲۰۱۹  ایالات‌متحده این پیشنهاد را نپذیرفت  و کونمبول هم بلافاصله به  کلمبیا و آرژانتین پیشنهاد جدید را ارائه داد . هر دو کشور استقبال کردند ولی درخواست میزبانی مشترک  دادند که  کونمبول پذیرفت  و این انتخاب در ۹ آوریل ۲۰۱۹ در کنگره کونمبول در ریو دو ژانیرو، برزیل به‌طور رسمی اعلام شد . این پذیرش شور و شعف مردم دو کشور را در پی داشت غافل از اینکه بسیاری از آنها حتی زنده نخواهند بود .  در ۱۷ مارس ۲۰۲۰ این مسابقات به دلیل دنیاگیری ۲۰–۲۰۱۹ کروناویروس مانند جام ملت‌های اروپا لغو شد. وضعیت به قدری بغرنج بود که نمی شد آینده نزدیکی برای شروع پیش بینی کرد  ولی با  تمام  سختی ها رقابتها به سال ۲۰۲۱ منتقل شد به این امید که بیماری ریشه کن شود. در همین دوران بود که اعتراضات مردمی علیه ایوان دوکه مارکز ،، رئیس‌جمهور کلمبیا شرایط کشور را آنچنان امنیتی کرد که در ۲۰ مه ۲۰۲۱ از کلمبیا سلب میزبانی شد آن هم در بدترین روزهای آرژانتین که به شدت در همه‌گیری کرونا گرفتار شده بود. آمار بالای همه گیری و بدتر از آن تعداد بالای مرگ روزانه ی گرفتاران کرونا به قدری مهلک بود که  چاره ای برای کونمبول باقی نمی گذاشت جز آنکه  ۱۰ روز بعد امتیاز میزبانی آرژانتین را هم لغو کند. در ۳۰ مه این موضوع اعلام شد و در ۳۱ مه  برزیل به عنوان میزبان جدید با شرایط خاص انتخاب شد.  به دلیل بحران کرونا رقابتها در دو گروه ۵ تیمی شمال و جنوب انجام شد  تیم آخر هر گروه حذف و  ۸ تیم  مسابقات حذفی را برگزار کردند. همچنین تمامی مسابقات بدون تماشاگر برگزار شد. در پایان آرژانتین با شکست  برزیل  قهرمان شد و  کلمبیا هم با پشت سر گذاشتن پرو بر سکوی سوم تکیه زد.

## تیم‌ها
هر ۱۰ تیم ملی کونمبول در مرحله گروهی به دو منطقه جغرافیایی تقسیم می‌شوند.
| منطقه شمالی کونمبول - برزیل (مدافع عنوان قهرمانی)(میزبان) - کلمبیا - اکوادور - پرو - ونزوئلا | منطقه جنوبی کونمبول - آرژانتین - بولیوی - شیلی - پاراگوئه - اروگوئه |

## گروه بندی
سهمیه اعضای تیم کونمبول در ۹ آوریل ۲۰۱۹ اعلام شد. 
چهار تیم برتر هر گروه به مرحله یک‌چهارم نهایی صعود خواهند کرد. در واقع باید گفت در مرحله گروهی فقط دو تیم حذف میشوند و هشت تیم دیگر به رقابت ادامه میدهند.  

### گروه بخش جنوبی
- آرژانتین
- شیلی
- اروگوئه
- پاراگوئه
- بولیوی

### گروه بخش شمالی
- کلمبیا
- برزیل
- ونزوئلا
- اکوادور
- پرو

## مرحله گروهی

#### گروه A
| تیم      | بازی | برد | مساوی | باخت | زده | خورده | تفاضل | امتیاز |
| -------- | ---- | --- | ----- | ---- | --- | ----- | ----- | ------ |
| آرژانتین | ۴    | ۳   | ۱     | ۰    | ۷   | ۲     | ۵     | ۱۰     |
| اروگوئه  | ۴    | ۲   | ۱     | ۱    | ۴   | ۲     | ۲     | ۷      |
| پاراگوئه | ۴    | ۲   | ۰     | ۲    | ۵   | ۳     | ۲     | ۶      |
| شیلی     | ۴    | ۱   | ۲     | ۱    | ۳   | ۴     | ۱-    | ۵      |
| بولیوی   | ۴    | ۰   | ۰     | ۴    | ۲   | ۱۰    | ۸-    | ۰      |

| آرژانتین | ۱–۱   | شیلی       |
| -------- | ----- | ---------- |
| مسی ۳۳'  | گزارش | وارگاس ۵۷' |

| پاراگوئه                              | ۳–۱   | بولیوی                |
| ------------------------------------- | ----- | --------------------- |
| - Romero Gamarra ۶۲' - رومرو ۶۵'، ۸۰' | گزارش | Saavedra ۱۰' (پنالتی) |

| شیلی        | ۱–۰   | بولیوی |
| ----------- | ----- | ------ |
| برریتون ۱۰' | گزارش |        |

| آرژانتین    | ۱–۰   | اروگوئه |
| ----------- | ----- | ------- |
| رودریگز ۱۳' | گزارش |         |

| اروگوئه   | ۱-۱   | شیلی       |
| --------- | ----- | ---------- |
| سوارز ۶۶' | گزارش | وارگاس ۲۶' |

| آرژانتین | ۰-۱   | پاراگوئه |
| -------- | ----- | -------- |
| گومز ۱۰' | گزارش |          |

| بولیوی | ۲-۰   | اروگوئه                                 |
| ------ | ----- | --------------------------------------- |
|        | گزارش | - Quinteros ۴۰' (گل‌به‌خودی) - کاوانی ۷۹' |

| شیلی | ۲-۰   | پاراگوئه                             |
| ---- | ----- | ------------------------------------ |
|      | گزارش | - Samudio ۳۳' - آلمیرون ۵۸' (پنالتی) |

| اروگوئه             | ۰-۱   | پاراگوئه |
| ------------------- | ----- | -------- |
| کاوانی ۲۱' (پنالتی) | گزارش |          |

| بولیوی       | ۴-۱   | آرژانتین                                        |
| ------------ | ----- | ----------------------------------------------- |
| Saavedra ۶۰' | گزارش | - گومز ۶' - مسی ۳۳' (پنالتی)، ۴۲' - مارتینس ۶۵' |

#### گروه B
| تیم     | بازی | برد | مساوی | باخت | زده | خورده | تفاضل | امتیاز |
| ------- | ---- | --- | ----- | ---- | --- | ----- | ----- | ------ |
| برزیل   | ۴    | ۳   | ۱     | ۰    | ۱۰  | ۲     | ۸     | ۱۰     |
| پرو     | ۴    | ۲   | ۱     | ۱    | ۵   | ۷     | ۲-    | ۷      |
| کلمبیا  | ۴    | ۱   | ۱     | ۲    | ۳   | ۴     | ۱-    | ۴      |
| اکوادور | ۴    | ۰   | ۳     | ۱    | ۵   | ۶     | ۱-    | ۳      |
| ونزوئلا | ۴    | ۰   | ۲     | ۲    | ۲   | ۶     | ۴-    | ۲      |

| برزیل                                                     | ۳–۰   | ونزوئلا |
| --------------------------------------------------------- | ----- | ------- |
| - مارکینیوس ۲۳' - نیمار ۶۴' (پنالتی) - گابریل باربوسا ۸۹' | گزارش |         |

| کلمبیا      | ۱–۰   | اکوادور |
| ----------- | ----- | ------- |
| کاردونا ۴۲' | گزارش |         |

| کلمبیا | ۰–۰   | ونزوئلا |
| ------ | ----- | ------- |
|        | گزارش |         |

| برزیل                                                    | ۰-۴   | پرو |
| -------------------------------------------------------- | ----- | --- |
| - ساندرو ۱۲' - نیمار ۶۸' - ریبیرو ۸۹' - ریچارلیسون ۹۰+۳' | گزارش |     |

| ونزوئلا                                  | ۲-۲   | اکوادور                               |
| ---------------------------------------- | ----- | ------------------------------------- |
| ادسون کاستیلو ۵۱' Ronald Hernandez ۱+۹۰' | گزارش | Ayrton Preciado ۳۹' Gonzalo Plata ۷۱' |

| کلمبیا             | ۲-۱   | پرو                             |
| ------------------ | ----- | ------------------------------- |
| بورخا ۵۳' (پنالتی) | گزارش | - پنا ۱۷' - مینا ۶۴' (گل‌به‌خودی) |

| اکوادور                                     | ۲-۲   | پرو                        |
| ------------------------------------------- | ----- | -------------------------- |
| - تاپیا ۲۳' (گل‌به‌خودی) - Ay. Preciado ۴۵+۳' | گزارش | - لاپادولا ۴۹' - کاریو ۵۴' |

| برزیل                          | ۱-۲   | کلمبیا   |
| ------------------------------ | ----- | -------- |
| - فیرمینو ۷۸' - کازمیرو ۹۰+۱۰' | گزارش | دیاز ۱۰' |

| برزیل        | ۱-۱   | اکوادور  |
| ------------ | ----- | -------- |
| میلیتائو ۳۷' | گزارش | Mena ۵۳' |

| ونزوئلا | ۱-۰   | پرو       |
| ------- | ----- | --------- |
|         | گزارش | کاریو ۴۸' |

## نمودار حذفی
|  | یک چهارم نهایی                          | یک چهارم نهایی                          |                                     |      | نیمه نهایی | نیمه نهایی |  |  | فینال | فینال |
|  |                                         |                                         |                                     |      |            |            |  |  |       |       |
|  | 3 July – Goiânia                        |                                         |                                     |      |            |            |  |  |       |       |
|  |                                         |                                         |                                     |      |            |            |  |  |       |       |
|  | آرژانتین                                | ۳                                       |                                     |      |            |            |  |  |       |       |
|  | آرژانتین                                | ۳                                       | 6 July – Brasília                   |      |            |            |  |  |       |       |
|  | اکوادور                                 | ۰                                       |                                     |      |            |            |  |  |       |       |
|  | اکوادور                                 | ۰                                       | آرژانتین                            | ۱(۳) |            |            |  |  |       |       |
|  | 3 July – Brasília                       |                                         | آرژانتین                            | ۱(۳) |            |            |  |  |       |       |
|  |                                         | کلمبیا                                  | ۱(۲)                                |      |            |            |  |  |       |       |
|  | اروگوئه                                 | کلمبیا                                  | ۱(۲)                                | ۰(۲) |            |            |  |  |       |       |
|  | اروگوئه                                 |                                         | 10 July – Rio de Janeiro (Maracanã) | ۰(۲) |            |            |  |  |       |       |
|  | کلمبیا                                  | ۰(۴)                                    |                                     |      |            |            |  |  |       |       |
|  | کلمبیا                                  | ۰(۴)                                    | آرژانتین                            | ۱    |            |            |  |  |       |       |
|  | 2 July – Rio de Janeiro (Nilton Santos) |                                         | آرژانتین                            | ۱    |            |            |  |  |       |       |
|  |                                         | برزیل                                   | ۰                                   |      |            |            |  |  |       |       |
|  | برزیل                                   | برزیل                                   | ۰                                   | ۱    |            |            |  |  |       |       |
|  | برزیل                                   | 5 July – Rio de Janeiro (Nilton Santos) |                                     | ۱    |            |            |  |  |       |       |
|  | شیلی                                    | ۰                                       |                                     |      |            |            |  |  |       |       |
|  | شیلی                                    | ۰                                       | برزیل                               | ۱    |            |            |  |  |       |       |
|  | 2 July – Goiânia                        |                                         | برزیل                               | ۱    |            |            |  |  |       |       |
|  |                                         | پرو                                     | ۰                                   |      | رده بندی   | رده بندی   |  |  |       |       |
|  | پرو                                     | پرو                                     | ۰                                   | ۳(۴) | رده بندی   | رده بندی   |  |  |       |       |
|  | پرو                                     |                                         | 9 July – Brasília                   | ۳(۴) |            |            |  |  |       |       |
|  | پاراگوئه                                | ۳(۳)                                    |                                     |      |            |            |  |  |       |       |
|  | پاراگوئه                                | ۳(۳)                                    | کلمبیا                              | ۳    |            |            |  |  |       |       |
|  |                                         |                                         |                                     |      |            |            |  |  |       |       |
|  | پرو                                     | ۲                                       |                                     |      |            |            |  |  |       |       |
|  | پرو                                     | ۲                                       |                                     |      |            |            |  |  |       |       |

## یک چهارم نهایی
| پرو                                                             | ۳–۳ | پاراگوئه                                                                 |
| --------------------------------------------------------------- | --- | ------------------------------------------------------------------------ |
| - گومز ۲۱' (گل‌به‌خودی) - لاپادولا ۴۰' - یوتون ۸۰'                |     | - گومز ۱۱' - جونیور آلونسو ۵۴' - Ávalos ۹۰'                              |
| ضربات پنالتی                                                    |     |                                                                          |
| - لاپادولا - یوتون - سانتیاگو اورمنیو - تاپیا - کوئوا - ترائوکو | ۴–۳ | - رومرو - جونیور آلونسو - Martínez - Samudio - Piris Da Motta - Espínola |

| برزیل     | ۱–۰ | شیلی |
| --------- | --- | ---- |
| پاکتا ۴۶' |     |      |

| اروگوئه                          | ۰–۰ | کلمبیا                          |
| -------------------------------- | --- | ------------------------------- |
|                                  |     |                                 |
| ضربات پنالتی                     |     |                                 |
| - کاوانی - خیمنز - سوارز - وینیا | ۲–۴ | - زاپاتا - سانچز - مینا - بورخا |

| آرژانتین                             | ۳–۰ | اکوادور |
| ------------------------------------ | --- | ------- |
| - د پل ۴۰' - مارتینس ۸۴' - مسی ۹۰+۳' |     |         |

## نیمه نهایی

### برزیل vs پرو
| برزیل     | ۱–۰ | پرو |
| --------- | --- | --- |
| پاکتا ۳۵' |     |     |

### آرژانتین vs کلمبیا
| آرژانتین                       | ۱–۱ | کلمبیا                                      |
| ------------------------------ | --- | ------------------------------------------- |
| مارتینس ۷'                     |     | دیاز ۶۱'                                    |
| ضربات پنالتی                   |     |                                             |
| - مسی - د پل - پاردس - مارتینس | ۳–۲ | - کوادرادو - سانچز - مینا - بورخا - کاردونا |

## رده بندی
| کلمبیا                          | ۳–۲ | پرو                        |
| ------------------------------- | --- | -------------------------- |
| - کوادرادو ۴۹' - دیاز ۶۶،'۴+۹۰' |     | - یوتون ۴۵' - لاپادولا ۸۲' |

## فینال

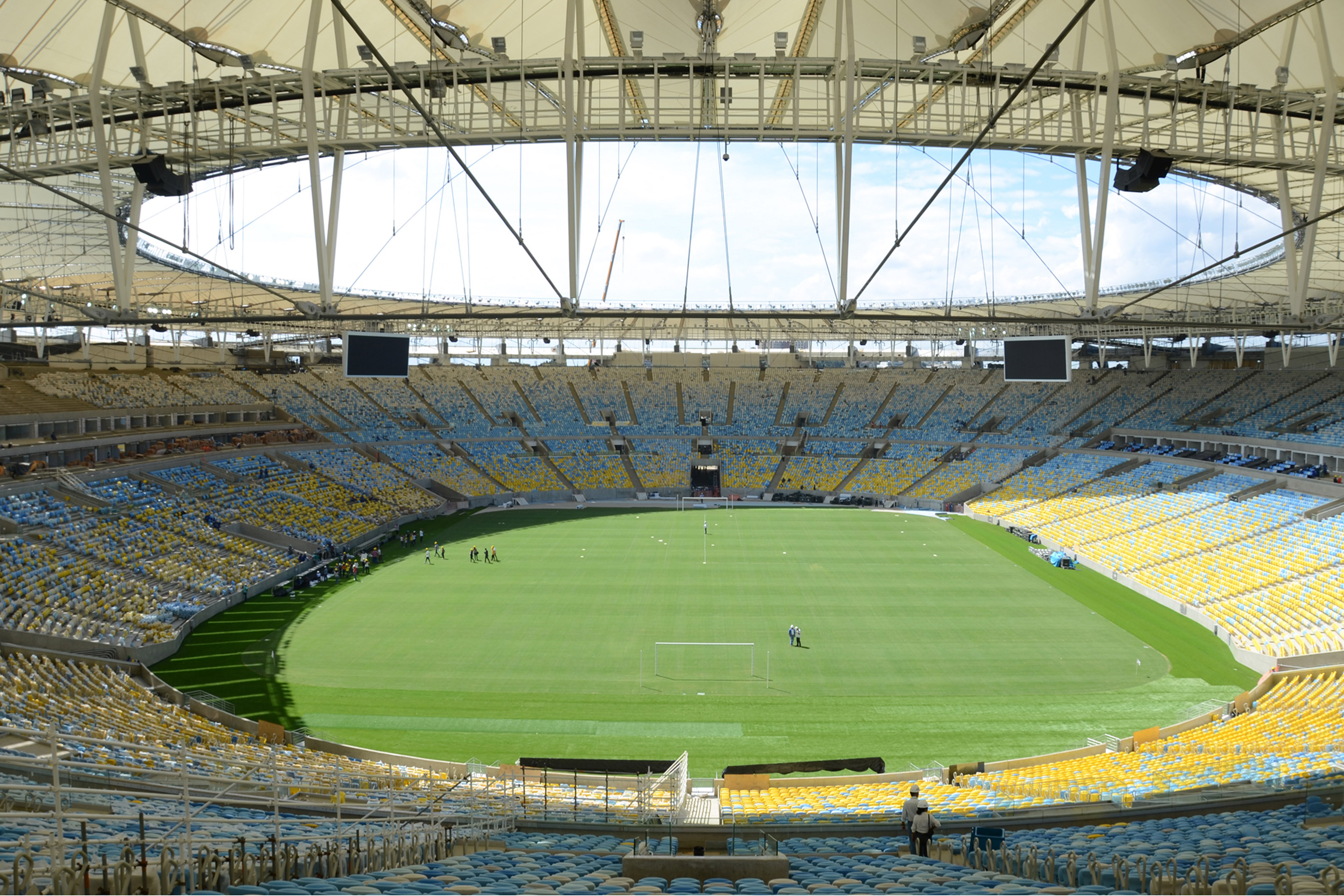
ورزشگاه ماراکانا، برزیل، فینال بازی آرژانتین و برزیل در کوپا آمریکا ۲۰۲۱

| آرژانتین       | ۱–۰ | برزیل |
| -------------- | --- | ----- |
| - دی ماریا ۲۲' |     |       |

## نتیجه
| کوپا آمریکا ۲۰۲۱             |
| ---------------------------- |
| · آرژانتین · پانزدهمین عنوان |

## برترین گلزنان
۶۵ گل  در ۲۸ مسابقه به ثمر رسید که به‌طور میانگین برابر است با ۲٫۳۲ گل به ازای هر مسابقه.
۴ گل
- لیونل مسی
- لوئیز دیاز

۳ گل
- لائوتارو مارتینس
- جانلوکا لاپادولا

۲ گل
- پاپو گومز
- نیمار
- لوکاس پاکتا
- ادواردو وارگاس
- آنخل رومرو
- آندره کاریو
- یوشیمار یوتون
- ادینسون کاوانی

۱ گل
- رودریگو د پل
- آنخل دی ماریا
- گیدو رودریگز
- گابریل باربوسا
- کاسمیرو
- روبرتو فیرمینو
- مارکینیوس
- ادر میلیتائو
- اورتون ریبیرو
- ریچارلیسون
- آلکس ساندرو
- بن برریتون
- میگل بورخا
- ادوین کاردونا
- خوان کوادرادو
- میگل آلمیرون
- گوستاوو گومز
- سرخیو پنا
- لوییس سوارز
- ادسون کاستیو

۱ گل‌به‌خودی
- یری مینا
- گوستاوو گومز
- رناتو تاپیا